# Zenit
|  | Aquest article tracta sobre el terme astronòmic. Vegeu-ne altres significats a «FC Zenit Sant Petersburg». |

El zenit i el nadir sobre l'esfera celeste. En beix, el pla de l'horitzó astronòmic; en blau clar l'hemisferi celeste visible (superior), en blau fosc l'invisible (inferior); C és el centre de la Terra i de l'esfera celeste, i O és l'observador terrestre.

El zenit és el punt de la intersecció entre la vertical de l'observador i l'esfera celeste que queda per sobre de l'observador. És a dir, si imaginem una recta que passa pel centre de la Terra i per la nostra ubicació en la seva superfície, el zenit es troba sobre aquesta recta, situat exactament sobre el cap de l'observador. En direcció contrària, just per sota de l'observador, es troba el nadir, que seria el zenit per a un observador situat en un punt antípoda de la seva ubicació.
En el sistema de coordenades astronòmiques de tipus horitzontal, el zenit és el punt de la màxima altura possible, 90°. També hi ha el zenit geodèsic, que es defineix com el punt d'intersecció de la recta perpendicular a la superfície de l'el·lipsoide terrestre amb l'hemisferi celeste situat sobre la posició de l'observador.

## Etimologia

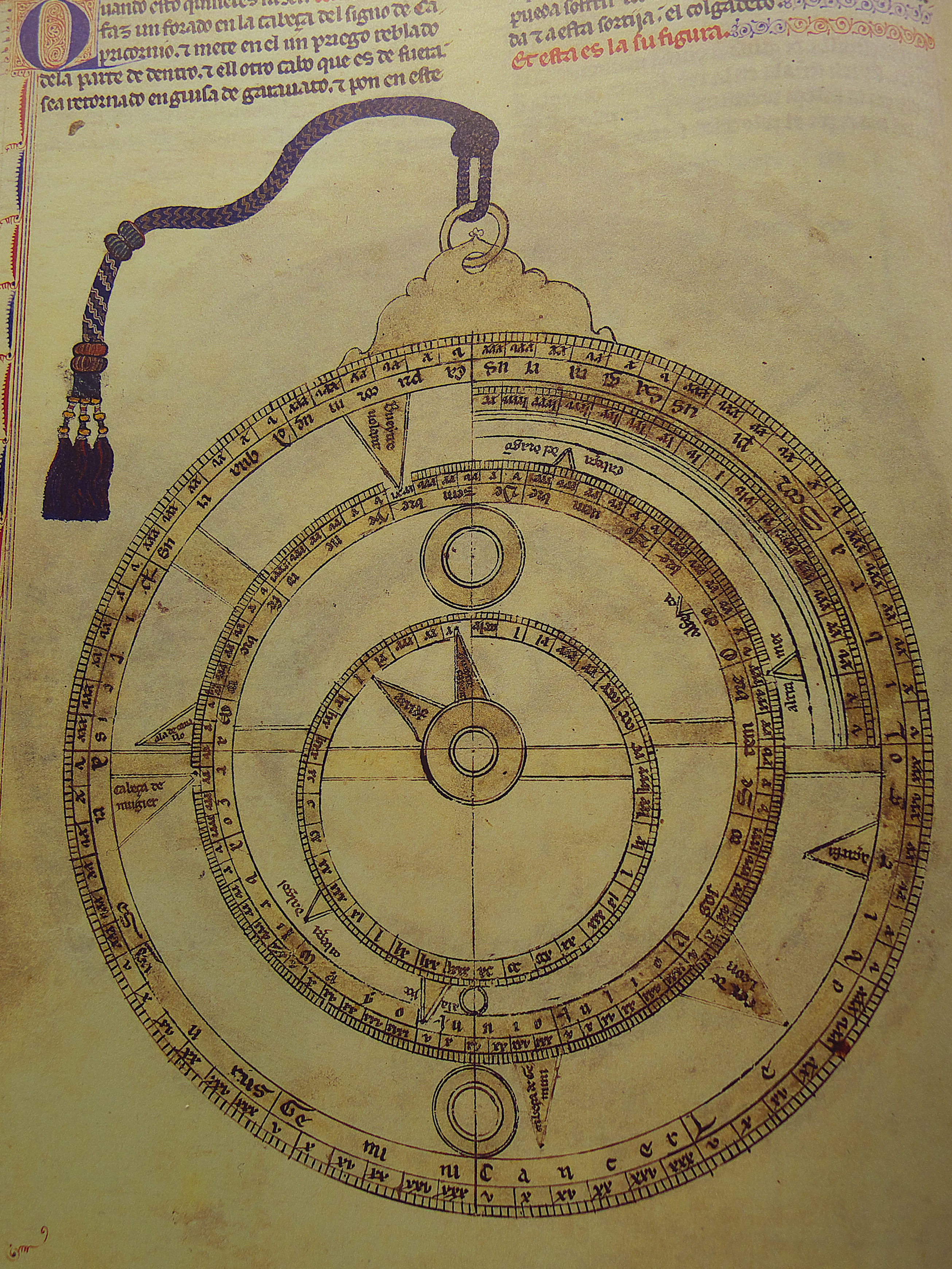
Dibuix del Libro primero del astrolabio redondo, Alfons X de Castella (1277).

El mot «zenit» és un arabisme que prové dels llibres d'astronomia d'Alfons X de Castella. L'ètim àrab era سمت samt, plural سموت sumüt que significa ‘direcció’, i en l'expressió سمت الرأس samt al-ra's literalment ‘la direcció del cap’, era el terme astronòmic que es referia a un punt de l'hemisferi celeste que corresponia a un altre de la superfície terrestre en direcció vertical. Del plural ااسموت al-sumüt, amb article, s'adaptà el terme astronòmic «azimut» i del singular سمت الرأس samt al-ra's s'abrevià, en principi, com a *çemt i de la grafia castellana del segle xiii que canvià la ç per la z, passà a *zemt. Posteriorment, es confongué la m amb el dígraf ni, i es llegí zenit, que, malgrat era un error per culpa d'una confusió gràfica, resultava de pronunciació més habitual en les llengües derivades del llatí, que no l'estrany grup consonant mt. D'aquesta manera es propagà a les diferents llengües europees: castellà i gallec cenit, italià i polonès zenit, portuguès zénite, francès zénith, anglès i basc zenith, alemany Zenith o grec ςενίθ.

## Posició d'un estel
En el sistema de coordenades horitzontal, els punts de referència d'un observador a l'hora de situar un estel són el zenit i l'horitzó. Per a determinar la posició d'un estel, primer s'ha de mesurar la seva altura {\displaystyle h}(l'angle que forma l'estel amb l'horitzó seguint el cercle màxim que passa per l'estel i el zenit), o bé la distància zenital, dita també coaltura {\displaystyle z}, que és l'angle que forma la posició de l'estel amb el zenit. L'altura és un angle comprès entre 0° i 90°, per tant, la relació entre l'altura i la coaltura és:
{\displaystyle h+z=90^{\circ }}

Sistema de coordenades horitzontals. En verd l'altura, en vermell l'angle azimutal (en aquest cas des del sud).

Seguidament, ha de determinar-se l'angle azimutal, en el pla de l'horitzó, comptat des del punt cardinal nord o sud fins a la vertical d'un astre.
Un meridià celeste és un cercle màxim de l'esfera celeste que conté els dos pols celestes. Pel zenit i pel nadir d'un observador hi passa el meridià del lloc, i equival a la projecció del corresponent meridià terrestre de l'observador sobre l'esfera celeste.

## Pas del Sol pel zenit
Aproximadament el 21 de març i el 22 de setembre (equinocci de primavera i de tardor) el Sol té declinació nul·la, està situat a l'equador celeste, de manera que per a tots els observadors a l'equador terrestre el Sol arribarà a la posició més alta, duta culminació, en el zenit de l'observador. El 21 de juny aproximadament (solstici d'estiu), el Sol té una declinació igual a la inclinació de l'eix de rotació de la Terra respecte de l'eclíptica. En aquest moment el Sol culminarà en el zenit pels observadors situats al tròpic de Càncer. De la mateixa manera el Sol culminarà al zenit per a tots els observadors situats al tròpic de Capricorn el dia 21 de desembre, aproximadament (solstici d'hivern).

### Pous de zenit
Per a comprovar de forma precisa si el sol es troba en el zenit, és possible observar un raig que passi per un forat pel bocal d'un pou segons una direcció vertical. Assenyalant el fons d'un pou. Eratòstenes aprofità la diferència d’angle del sol situat en el zenit a Siena —actual Assuan— (el raig anava vertical al fons del pou) i una localitat situada més al nord, Alexandria, per calcular el radi de la Terra.

## Rellevància i ús

Angles i plans d'una esfera celeste.

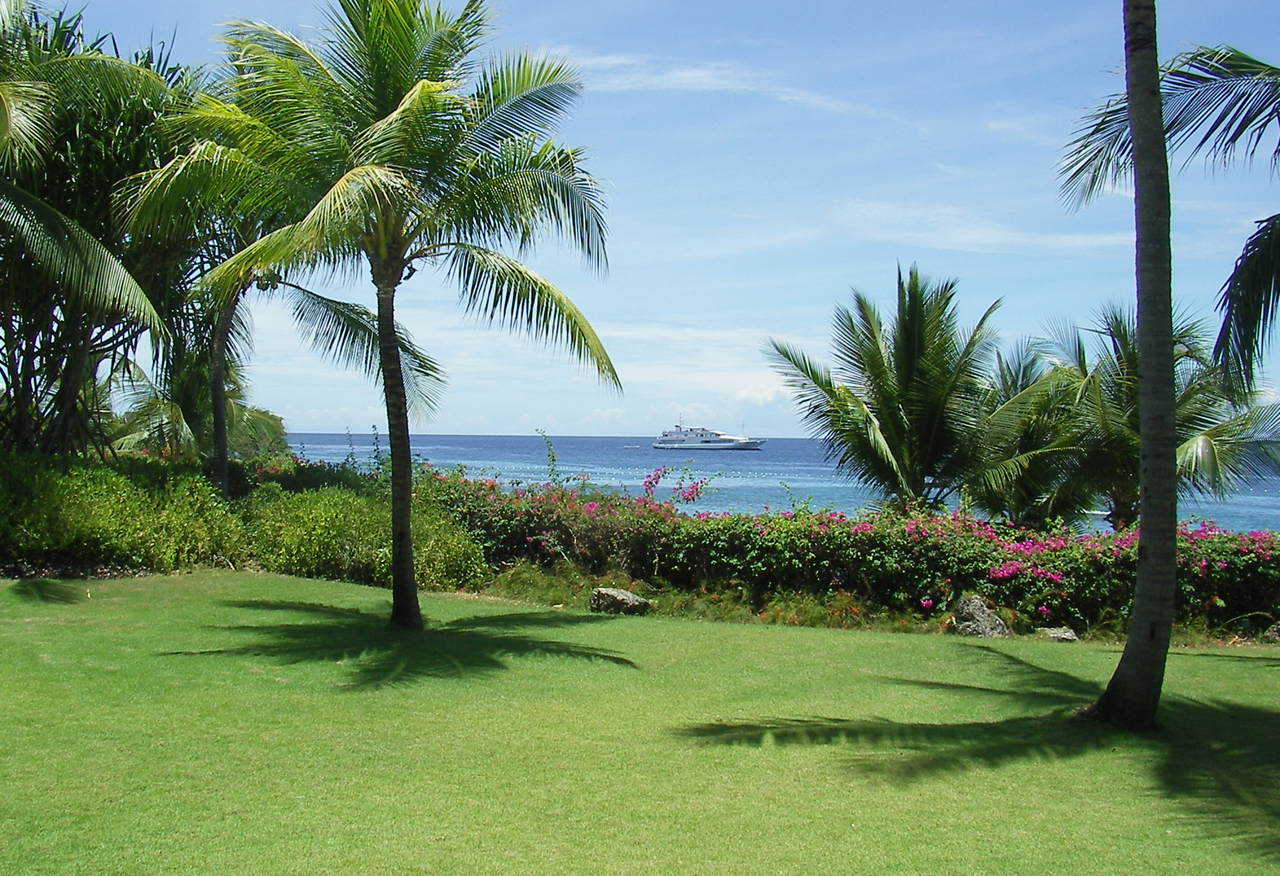
Les ombres dels arbres són les més curtes de la Terra quan el Sol està directament sobre els nostres caps (en el zenit).
Això ocorre només al migdia solar en uns certs dies en els tròpics, on la latitud dels arbres i la declinació del Sol són iguals.

El terme zenit a vegades significa el punt més alt aconseguit per un cos celeste en el seu camí aparent diari al voltant d'un punt d'observació donat.
Aquest sentit de la paraula s'usa sovint per a descriure la posició del Sol («El sol va arribar al seu zenit»), però per a un astrònom, el Sol no té el seu propi zenit i està només en el zenit si està directament sobre el cap de l'astrònom.
En un context científic, el zenit és la direcció de referència per a mesurar l′angle zenital (o distància angular zenital), l'angle entre una direcció d'interès (per exemple, una estrella) i el zenit local, és a dir, el complement de l'angle d'altitud.
El Sol aconsegueix el zenit de l'observador quan es troba a 90° sobre l'horitzó, i això només ocorre entre el tròpic de Càncer i el tròpic de Capricorn.
En l'astronomia islàmica, el pas del Sol sobre el zenit de La Meca es converteix en la base de l'observació de la qibla per ombres dues vegades a l'any, el 27/28 de maig i el 15/16 de juliol.
En un lloc determinat durant el transcurs d'un dia, el Sol aconsegueix no sols el seu zenit sinó també el seu nadir, en l'antípoda d'aquest lloc a 12 hores del migdia solar.
En astronomia, l'altitud en el sistema de coordenades horitzontals i l'angle zenital són angles complementaris, amb l'horitzó perpendicular al zenit.
El meridià astronòmic també és determinat pel zenit i es defineix com un cercle en l'esfera celeste que passa pel zenit, el nadir i els pols celestes.
Un telescopi zenital és un tipus de telescopi dissenyat per a apuntar directament cap amunt o prop del zenit, i s'utilitza per a mesurar amb precisió les posicions de les estrelles, per a simplificar la construcció del telescopi, o tots dos.
L'Observatori Orbital de Deixalles Espacials de la NASA
i el Gran Telescopi Zenital són tots dos telescopis zenitals, ja que l'ús de miralls líquids significava que aquests telescopis sol podien apuntar cap amunt.
A l'Estació Espacial Internacional, s'utilitzen el zenit i el nadir en lloc de dalt i a baix, referint-se a les direccions dins i al voltant de l'estació, en relació amb la Terra.
Alguns telescopis estan dissenyats amb miralls líquids giratoris (per exemple, mercuri).
Pel fet que han de romandre permanentment verticals, aquest tipus de telescopi té un camp d'observació restringit en el zenit.

### Estel zenit
Els estels zenit (també "estrella d'amunt", "estrella superior", "estrella de latitud") són estrelles la declinació de les quals és igual a la latitud de la ubicació de l'observador i, per tant, en algun moment del dia o de la nit culminen (passen) pel zenit. Quan al zenit, l'ascensió recta de l'estrella és igual al temps sideral local a la vostra ubicació. En la navegació celeste això permet determinar la latitud, ja que la declinació de l'estrella és igual a la latitud de l'observador. Si es coneix l'hora actual a Greenwich en el moment de l'observació, la longitud dels observadors també es pot determinar a partir de l'ascensió recta de l'estrella. Per tant, les "estrelles zenit" es troben a prop del cercle de declinació igual a la latitud de l'observador ("cercle zenit"). Les estrelles zenit no s'han de confondre amb "estrelles de direcció" d'una rosa dels vents sideral a una brúixola sideral.

## Altres usos
Hi ha periscopis especials, per a submarins, destinats a observar el zenit. S’anomenen altiscopis.
Natural o artificial, la llum zenital es projecta verticalment des d'un punt superior. Joan Pich i Pon, en una de les seves piquiponades famoses, parlava de «llum genital».

## Alguns fets
El zenit és diferent per a cada observador (excepte per als observadors que estan un damunt de l'altre, però això és rar).
Per a un observador en el pol nord o sud, la línia zenital coincideix amb l'eix de la Terra, l'eix al voltant del qual gira la Terra.
Des del pol nord, l'observador veu l'estrella polar en el zenit, que es troba gairebé en el pol nord celeste.
Els cossos celestes amb una declinació igual a la latitud de l'observador passaran exactament pel zenit en la seva òrbita diària.
El zenit i l'eix de rotació de la Terra són la base del sistema de coordenades de l'horitzó per a registrar la posició dels cossos celestes (amb azimut i altura).
Juntament amb el pol celeste, el zenit determina el pla meridià d'aquest sistema de coordenades.